# Glyceria australis
Glyceria australis är en gräsart som beskrevs av Charles Edward Hubbard. Glyceria australis ingår i släktet glycerior, och familjen gräs. Inga underarter finns listade i Catalogue of Life.